# Punta Cana
Punta Cana je pokrajina u provinciji La Altagracia na istoku od  Dominikanske Republike. Ime se odnosi na vrh otoka na kojim rastu brojne Kani-palme. 
Na području Punta Cana nalazi se i Međunarodna zračna luka, koja je u privatnom vlasništvu.
Stanovništvo iznosi gotovo 100.000, od čega gotovo 90.000 stanovnika živi u glavnom gradu pokrajine Higüey.
Klima je tijekom cijele godine Tropska a temperatura je oko 25 - 35 ° C. U okolici se nalazi dva nacionalna parka (Nacionalni park Punta Cana i otok Saona). Izgrađene su i brojni turistički sadržaji.
Jugoistočnoa obala Dominikanske Republike je poznata po svojim prekrasnim i tipično Karipskim plažama i moru tirkize boje. 
Zbog slikovitie atmosfere atrakcija za turiste iz cijelog svijeta. 
Trenutno su na ovom području oko 25.000 hotelskih soba (2006.) - s tendencijom rasta.

## Vanjske poveznice
- Sluzbena stranica ministarstva turizma Dominikanske Republike – Punta Cana
- Punta Cana guide  Arhivirana inačica izvorne stranice od 25. travnja 2012. (Wayback Machine)